# Justyna z Moguncji
Święta Justyna z Moguncji (zm. ok. 407 lub 451) – męczennica chrześcijańska i święta Kościoła katolickiego.
Św. Justyna była siostrą św. Aureusa, biskupa Moguncji. Kiedy Hunowie zaatakowali Moguncję, Justyna została skazana na wygnanie, ale niedługo potem powróciła. W trakcie odprawiania mszy w katedrze, św. Justyna, jej brat i wszyscy tam zebrani zostali zmasakrowani podczas liturgii Eucharystii.
Święta Justyna jest patronką zakonnic.
Jej wspomnienie liturgiczne obchodzone jest razem z bratem 16 czerwca.